# ماریچبانیا (پیروج‌پور)
ماریچبانیا (به لاتین: Marichbania) یک روستا در بنگلادش است که در استان باریسال و در ناحیه پیروج‌پور واقع شده است.